# 遠角犀
遠角犀（學名Teleoceras）是生存於約530萬年前中新世至上新世早期北美洲一屬已滅絕的犀牛。
遠角犀的腳較現今犀牛短，胸部呈桶狀，故外觀有點像現今的河馬。牠們有可能是半水生的。牠們只有單一隻細小的鼻角。
遠角犀是內布拉斯加州火山灰化石床（Ashfall Fossil Beds）中最為普遍的化石。事實上，牠們的遺骸數量很大量及集中，是火山灰化石床中最為密集的化石。大部份的骨骼都獲得接近完好的保存。其中一個標本是幼犀從母親中出生。

## 外部連結
- Ashfall Fossil Beds